# 小山真
小山 真（こやま まこと）は日本の男性脚本家。東京都出身。

## 経歴・人物
父は同じく脚本家である小山高生。2006年に父に師事し、脚本家集団・ぶらざあのっぽに所属、2009年にTVアニメ『スキップ・ビート!』のサブライターとしてデビュー。
2020年11月22日から、小山 眞 名義で活動中。

## 参加作品

### テレビアニメ
2009年
- スキップ・ビート!（脚本）

2012年
- 聖闘士星矢Ω（2012年 - 2014年、脚本）

2014年
- ハピネスチャージプリキュア!（脚本）
- ディスク・ウォーズ:アベンジャーズ（脚本）

2015年
- トライブクルクル（脚本）
- ドラゴンボール超（2015年 - 2016年、脚本）
- ブレイブビーツ（2015年 - 2016年、脚本）

2019年
- 神田川JET GIRLS（脚本）

2020年
- あひるの空（脚本）

2022年
- キャップ革命 ボトルマンDX（2022年 - 2023年、脚本）

2024年
- 転生貴族、鑑定スキルで成り上がる（脚本）

### 劇場アニメ
- きかんしゃ やえもん（2009年、脚本[1]） - 小山高生と共同

### OVA
- ドラゴンボール エピソード オブ バーダック（2011年、脚本[1]）

### Webアニメ
- 爆丸ジオガンライジング（2021年 - 2022年、脚本）
- 爆丸エボリューションズ（2022年 - 2023年、脚本）
- 爆丸レジェンズ（2023年、脚本）
- Duel Masters LOST 〜月下の死神〜（2025年、脚本）

### 特撮
- テレビマガジン2015年7月号付録DVD「手裏剣戦隊ニンニンジャー  アカニンジャーVSスターニンジャー百忍バトル!」（脚本[3]）

### ゲーム
- 探偵オペラ ミルキィホームズ（シナリオ補佐[1]）
- SYMPHONICA グランド・マエストロ[1]
- ロウきゅーぶ! ないしょのシャッターチャンス
- ソウルリバースゼロ[4]

### ドラマCD
- 魔神英雄伝ワタル 七魂の龍神丸 設定資料集同梱ドラマCD「あっと驚く、幻龍丸!」 (2021年、脚本)

### 小説
- 矢立文庫Web小説 魔神英雄伝ワタル 七魂の龍神丸（2020年）
- 月刊ホビージャパン連載ビジュアルストーリー 魔神英雄伝ワタル 七魂の龍神丸（2020年）